# Британско-иранские отношения
Британско-иранские отношения — двусторонние отношения между Великобританией и Исламской Республикой Иран. Иран, известный до 1935 года как Персия, имел политические отношения с Англией с конца правления династии хулагуидов (XIII век), когда король Эдуард I отправил туда Джеффри Лэнгли рассчитывая на союз. С тех пор во взаимных отношениях этих двух стран были как и бурные периоды (по сравнению с отношениями Великобритании с другими странами в наше время), так и времена относительного затишья.

## История британско-иранских отношений

### Исламская республика
После революции 1979 года Британия приостановила все дипломатические отношения с Ираном. Британское посольство было закрыто вплоть до 1988 года. Плохо влияла на отношения государств поддержка оказываемая Британией Ираку во время ирано-иракской войны.
Очередное обострение отношений произошло после спорных президентских выборах в Иране в 2009 года, вызвавших массовые акции протеста. 19 июня 2009 года аятолла Хаменеи назвал Британию «наибольшим злом» из всех западных государств, обвиняя правительство Великобритании в том, что оно отправляло шпионов в Иран, которые усиливали эмоциональный накал бунтующих толп. Иран выслал двух британских дипломатов из страны, обвиняя их в «действиях, несовместимых их дипломатическим статусом». 23 июня 2009 года британское правительство выслало в ответ двух иранских дипломатов из Великобритании.
29 ноября 2011 года иранские демонстранты разгромили посольство Великобритании в Иране, комплекс дипмиссии был закрыт, началась эвакуация персонала. В декабре 2011 года все иранские дипломаты в Великобритании были отозваны на родину по требованию британского МИДа.
23 августа 2015 года британское посольство в Тегеране возобновило свою работу.